# Jan Pit
Jan Pit (Steenwijkerwold, 7 februari 1941 - Ermelo, 19 april 2008) was een Nederlandse zendeling en christelijk schrijver en spreker.

## Levensloop
Pit zat op de mulo toen hij werd geraakt door een verhaal dat hij hoorde over vijf Amerikaanse zendelingen die in het Amazonegebied van Ecuador door Auca-indianen om het leven waren gebracht (zie Operatie Auca). Mede hierdoor besloot hij ook zendeling te worden, zegde zijn toch al niet vlottende mulo-opleiding vaarwel en begon een studie aan het Nederlands Bijbel Instituut in Doorn. Nadat hij deze opleiding met goed gevolg had afgerond en was getrouwd met medeleerling Lies Bokhorst, vertrok hij in 1966 met zijn echtgenote als zendelingenechtpaar naar Laos.
Destijds was in die regio de Vietnamoorlog aan de gang. Door Laos liep de zogeheten Ho Chi Minh-route. Dit betrof een aanvoerroute van de Zuid-Vietnamese, communistische guerrillabeweging Vietcong, die over dit pad wapens en dergelijke van Noord-Vietnam naar Zuid-Vietnam vervoerde om aldaar tegen de regering en het Amerikaanse leger te vechten.
Pit en zijn echtgenote waren werkzaam in een vluchtelingenkamp aan de Thaise kant van de grens tussen Thailand en Laos. Zij wisten diverse vluchtelingen met het evangelie te bereiken. Alhoewel een deel van hen met minder oprechte redenen het christelijk geloof omarmde, was er bij anderen wel degelijk sprake van een serieuze bekering. Pit was van mening dat de reïncarnatiegedachte van het boeddhisme daarbij een rol speelde. Volgens deze religieuze opvatting is de toestand in het huidige leven een gevolg van die van vorige levens en zou deze daarom de boeddhistische vluchtelingen weinig perspectief hebben geboden.
Pit onderging destijds een zogeheten bijna-doodervaring, als gevolg van een plotseling opkomende hersenmalaria. Naar eigen zeggen verliet hij zijn lichaam en was hij enige tijd in de hemel waar hij een ontmoeting had met Jezus Christus, die hem naar de aarde terugstuurde om zijn christelijke werkzaamheden voort te zetten.
Pit keerde naar Nederland terug om bij te komen van zijn ziekte. Nadat hij helemaal was genezen, kon hij vanwege de veranderde politieke situatie niet meer naar Laos terug en ging hij daarom voor de christelijke zendingsorganisatie Open Doors in 1975 naar Zuid-Afrika. Hij verbleef er tot 1984 en had er veelvuldig ontmoetingen met zwarte gelovigen. Alhoewel hij de apartheid afkeurde, meende hij dat de onderdrukking in communistisch geregeerde landen erger was.
Na zijn terugkeer in Nederland werd hij een christelijk spreker. In tal van kerken en andere gebouwen wereldwijd hield hij namens Open Doors spreekbeurten. In 1994 kreeg hij een burn-out waarna hij gas terugnam. In 2001 ging hij met pensioen. De laatste jaren van zijn leven woonde Jan Pit in Ermelo, alwaar hij in de lente van 2008 op 67-jarige leeftijd aan een hartstilstand overleed.

## Familie
De evangelische zangeres Lydia Zimmer-Pit van het duo Marcel en Lydia Zimmer is een dochter van hem.

## Werken
Pit schreef een aantal christelijke boeken:
- Nooit keer ik terug (1980)
- Als vervolging komt ... (1981)
- Sterren onder de wolken (2002) (over Laotiaanse bekeerlingen)
- Elke dag geboeid: uit de schatkamer van de Lijdende Kerk, met Petra Nemansky (druk 2006)
- Doorbroken Grenzen (2009), met Peter Pit en Tanya Pit-Pauw